# Lista över öar i Gotlands län
Gotlands öar är de öar som ligger inom Gotlands län. Denna listartikel räknar upp de största öarna i Gotlands län.

## Lista
| Ö-namn         | Landareal hektar | Befolkning (2014) | Koord.                                        | Bild | Karta         |
| -------------- | ---------------- | ----------------- | --------------------------------------------- | ---- | ------------- |
| Gotland        | 296 776          | 57 241            | 57°30′00″N 18°33′00″Ö / 57.50000°N 18.55000°Ö |      | {{{ortnamn}}} |
| Fårö           | 11 330           | 504               | 57°56′00″N 19°09′00″Ö / 57.93333°N 19.15000°Ö |      | {{{ortnamn}}} |
| Gotska Sandön  | 3600             | -                 | 58°22′16″N 19°14′25″Ö / 58.37111°N 19.24028°Ö |      | {{{ortnamn}}} |
| Stora Karlsö   | 243              | -                 | 57°17′01″N 17°58′19″Ö / 57.28361°N 17.97194°Ö |      | {{{ortnamn}}} |
| Lilla Karlsö   | 130              | -                 | 57°18′45″N 18°03′50″Ö / 57.31250°N 18.06389°Ö |      | {{{ortnamn}}} |
| Enholmen       |                  | -                 | 57°41′43″N 18°49′17″Ö / 57.69528°N 18.82139°Ö |      | {{{ortnamn}}} |
| Asunden        |                  | -                 | 57°42′36″N 18°50′32″Ö / 57.71000°N 18.84222°Ö |      | {{{ortnamn}}} |
| Furillen       |                  |                   | 57°46′07″N 19°00′55″Ö / 57.76861°N 19.01528°Ö |      | {{{ortnamn}}} |
| Grunnet        |                  |                   | 57°41′44″N 18°50′15″Ö / 57.69556°N 18.83750°Ö |      | {{{ortnamn}}} |
| Heligholmen    |                  |                   | 56°55′26″N 18°17′02″Ö / 56.92389°N 18.28389°Ö |      | {{{ortnamn}}} |
| Hojskär        |                  |                   | 57°41′59″N 18°55′56″Ö / 57.69972°N 18.93222°Ö |      | {{{ortnamn}}} |
| Skenholmen     |                  |                   | 57°47′48″N 19°02′41″Ö / 57.79667°N 19.04472°Ö |      | {{{ortnamn}}} |
| Ytterholmen    |                  |                   | 57°42′48″N 18°55′24″Ö / 57.71333°N 18.92333°Ö |      | {{{ortnamn}}} |
| Östergarnsholm |                  |                   | 57°26′30″N 18°58′30″Ö / 57.44167°N 18.97500°Ö |      | {{{ortnamn}}} |
| Innerholmen    |                  |                   | 57°07′28″N 18°27′47″Ö / 57.12444°N 18.46306°Ö |      | {{{ortnamn}}} |
| Utholmen       |                  |                   | 57°26′02″N 18°05′33″Ö / 57.43389°N 18.09250°Ö |      | {{{ortnamn}}} |